# Caba (La Union)
Caba é um município de  quarta classe de renda municipal (d) na província La Union, nas Filipinas. De acordo com o censo de 1 de maio  de  2020 possui uma população de 23 119 pessoas e 5 923 domicílios.